# Nick Donovan
Nicholas Alexander Donovan, detto Nick (Coventry, 12 ottobre 1976), è un ex cestista inglese.
È stato un centro mancino di carnagione bianca.

## Carriera

### Club
Dopo aver studiato alla King Henry VIII, scuola della sua città natale, va a formarsi alla University of Miami: durante questo periodo ha talvolta sofferto di tendinite e problemi al ginocchio.
Inizia l'anno solare 1999 in Inghilterra, ai Derby Storm. Nell'agosto dello stesso anno firma un contratto con i greci dell'AEK Atene, con cui non è mai sceso in campo in partite ufficiali a causa di alcuni infortuni occorsogli. Nel dicembre 2000 viene ingaggiato a gettone dal Basket Rimini, squadra di Serie A1, dove nel mese di permanenza colleziona tre presenze dalla panchina. Terminata la parentesi italiana, fa ritorno in Inghilterra giocando per un periodo con i Birmingham Bullets.

### Nazionale
Donovan, oltre ad avere collezionato presenze con diverse nazionali giovanili, dal 1996 fino al 2001 è stato regolarmente convocato nella nazionale inglese maggiore.